# Эрикссон, Андерс (кёрлингист, 1982)
Не следует путать с другим шведским кёрлингистом Anders Eriksson, родившимся в 1956 в Норрчёпинге.
Э́рик А́ндерс Э́рикссон (швед. Erik Anders Eriksson; род. 21 июля 1982) — шведский кёрлингист.
В составе мужской сборной Швеции участник чемпионата мира 2007 и чемпионата Европы 2007.

## Достижения
- Чемпионат Швеции по кёрлингу среди мужчин: золото (2007).
- Чемпионат Швеции по кёрлингу среди смешанных команд: серебро (2011).
- Чемпионат мира по кёрлингу среди юниоров: золото (2004).

## Команды
| Сезон                                          | Четвёртый       | Третий           | Второй          | Первый               | Запасной                                         | Турниры                          |
| ---------------------------------------------- | --------------- | ---------------- | --------------- | -------------------- | ------------------------------------------------ | -------------------------------- |
| 2003—04                                        | Никлас Эдин     | Нильс Карлсен    | Jörgen Granberg | Фредрик Линдберг     | Андерс Эрикссон тренер: Рикард Хальстрём         | ЧМЮ 2004                         |
| 2005—06                                        | Андерс Эрикссон | Себастьян Краупп | Виктор Челль    | Оскар Эрикссон       |                                                  |                                  |
| 2006—07                                        | Пейя Линдхольм  | Джеймс Драйбур   | Виктор Челль    | Андерс Эрикссон      | Магнус Свартлинг (ЧМ) тренер: Стефан Хассельборг | ЧШМ 2007 · ЧМ 2007 (5 место)     |
| 2007—08                                        | Пейя Линдхольм  | Джеймс Драйбур   | Виктор Челль    | Андерс Эрикссон      | Magnus Ekdahl тренер: Marie Henriksson           | ЧЕ 2007 (6 место)                |
| 2008—09                                        | Андерс Эрикссон | Маркус Эрикссон  | Henric Jonsson  | Marcus Franzén       | Nils Karlsson                                    | ЧШМ 2009 (5 место)               |
| 2009—10                                        | Маркус Эрикссон | Андерс Эрикссон  | Henric Jonsson  | Marcus Franzén       | Nils Karlsson                                    | ЧШМ 2010 (9 место)               |
| 2011—12                                        | Ёран Карлссон   | Андерс Эрикссон  | Albin Eriksson  | Nils Sollerud        | Petter Berg                                      |                                  |
| Кёрлинг среди смешанных команд (mixed curling) |                 |                  |                 |                      |                                                  |                                  |
| 2011—12                                        | Ёран Карлссон   | Мари Перссон     | Андерс Эрикссон | Hanna Maléus-Larsson |                                                  | ЧШСК 2011 · ЧЕСК 2011 (19 место) |

(скипы выделены полужирным шрифтом)

## Частная жизнь
Из семьи кёрлингистов: один из его братьев — многократный чемпион мира Оскар Эрикссон, другой его брат — Маркус Эрикссон, вице-чемпион мира 2014.